# Ferme de Barrett
La ferme de Barrett (en anglais : Barrett's Farm) est une ancienne ferme, site de la guerre d'indépendance des États-Unis situé à Concord dans le Massachusetts, aux États-Unis.
James Barrett était colonel de la milice de Concord pendant les batailles de Lexington et Concord qui marquent le début de la guerre d'indépendance des États-Unis. Dans sa ferme était entreposé des armes et des munitions, ainsi que des canons. Dans la matinée du 19 avril 1775, les soldats britanniques sur ordre du général Thomas Gage quittent Boston pour Concord, pour détruire ces stocks militaires. Les Britanniques ont rencontré une forte résistance dans les villes traversées et des informateurs ont permis de prévenir de cette attaque et donc de déplacer les stocks en conséquence.
La ferme, construite en 1705, a été ajouté au Registre national des lieux historiques en 1973. Depuis mars 2009, le bâtiment fait partie du Minute Man National Historical Park.